# تشارلز ر. جريكو
تشارلز ر. جريكو (بالإنجليزية: Charles R. Greco)‏ هو مهندس معماري أمريكي، ولد في 1873، وتوفي في 1963.